# 塞雷霍維奇
51°24′48″N 24°40′41″E / 51.41333°N 24.67806°E
塞雷霍維奇（烏克蘭語：Сереховичі）是位於烏克蘭西北部的村莊，由沃倫州科韋利區的塞雷霍維奇市鎮負責管轄。該村始建於1502年，面積5.54平方公里，海拔高度164米，2001年人口883，人口密度每平方公里159.3人。